# Armada Bolivariana da Venezuela
A Armada Bolivariana da Venezuela é o braço naval das Força Armada Nacional Bolivariana da Venezuela.

## História
A armada venezuelana surgiu no ano de 1811, as Províncias Unidas da Venezuela organizaram uma Escola Náutica para a formação de oficiais no porto de La Guaira. A escola foi dirigida pelo alferes de fragata Vicente Parrado.
O primeiro esquadrão da república tinha umas poucas canhoneiras e pequenas embarcações que não foram capazes de romper o bloqueio frente à regência espanhola, mas que foram úteis em rios do país, particularmente na Campanha da Guiana onde sitiaram vários lugares, até que sofreu derrota na Batalha Naval de Sorondo.

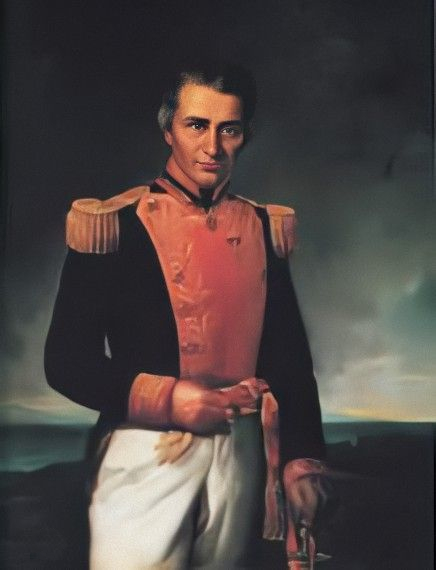
O general Juan Bautista Arismendi teve um papel importante nas batalhas navais da guerra de independencia.

O general Juan Bautista Arismendi reorganizou em 1813 as forças sutis da república com a aquisição de 3 escunas e outras unidades menores para formar uma esquadrilha de 14 embarcações.
No segundo semestre de 1813 se constituiu uma esquadra integrada com o bergantim Arrogante Guayanés, as escunas Colombiana, Perla Carlota e Mariño, a canhoneira Independencia e o jabeque General Piar. Esta última unidade venceu o 13 de novembro em um combate entre Puerto Francés e Chuspa aos bergantins reais Alerta e Celoso. Os espanhóis se retiraram a Puerto Cabello e os republicanos à Guaira, onde se incorporaram às escunas de guerra Atrevida e La Juana e as lanchas Venturosa e Ligera
No ano seguinte se criou outra esquadra em Cumaná, o 25 de agosto com a escuna "Jove", o Intrepido Bolívar, La Colombiana, El Centauro, a Carlota, a Culebra e o Arrogante Maturines, que conduziram à Pampatar as tropas republicanas derrotadas por Morales.
Durante a independência tiveram uma grande atividade os corsários, quem lutaram a favor de ambos os lados e em muitos casos (sobre todo nos primeiros anos) representavam uma força naval mais importante que as forças navais regulares. Os corsários venezuelanos atuavam em todo o amplo mar do Caribe e se estendiam até o Oceano Atlântico e as costas da Espanha. Entre as ações mais notórias que realizaram se encontra a tomada da ilha Amelia de 1817, onde um grupo de corsários junto a alguns oficiais regulares venezuelanos tomaram a ilha de Amelia, na Flórida e proclamaram sua independência da Espanha.
Em março de 1816, os patriotas exilados no Haiti organizam uma esquadra composta pela escuna Bolívar (emblemático da esquadra de seis armas, a mando de Renato Beluche); escuna Mariño (com uma colis, ao mando de Thomás Dubouille); escuna Piar (com um canhão de 18 e dois pequenos por lado, mandada por John Parnell); escuna Brion (de quatro canhões e dez carronadas, a mando de Jean Monier); escuna Feliz (chefiada por Charles Lominé) e escuna Conejo (com um canhão de 18, a mando de Bernardo Ferrero). A esquadra ficou no controle de Luis Brión, a esquadra zarpou de Los Cayos de San Luis e se dirigiu à ilha Margarita encontrando embarcações espanholas perto das ilhas Los Frailes, o bergantim Intrepido e a escuna Rita os quais foram derrotados e incorporados à esquadra expedicionária.
Na campanha da Guiana, a esquadra republicana realizou distintas operações no rio Orinoco e o rio Apure que permitiram despejar o Orinoco de embarcações reais e sitiar por mar e terra Angostura e outras cidades que capitularam pouco tempo depois. Os marinheiros venezuelanos, como Brión e os irmãos Antonio, Domingo e Fernando Díaz teriam um papel importante no sucesso da campanha.
Em 1822, o general Francisco de Paula Santander criou o primeiro batalhão de Infantaria de marinha. No ano seguinte realizaria uma grande ofensiva naval no departamento do Zulia com o objetivo de destruir as forças de Francisco Tomás Morales que haviam dominado a zona. As forças marítimas eram comandadas pelo almirante José Prudencio Padilla e a infantaria da Marinha pelo general Manuel Manrique. A armada patriota forçou a barreira de Maracaibo e entrou no lago de Maracaibo, pouco depois Maracaibo foi tomada pelos republicanos, mas teve de ser abandonada em breve. O 24 de julho foi a maior batalha naval da independência da Venezuela, a esquadra do almirante Padilla enfrentou a esquadra espanhola comandada pelo almirante Ángel Laborde na batalha naval do Lago de Maracaibo conseguindo uma grande vitória que obrigou à capitulação de Morales.
Após a separação da Venezuela da Grã-Colômbia, a armada sofreu uma significativa redução de sua frota, resultado da difícil situação fiscal e da instabilidade política que não forneciam os recursos necessários para manter embarcações de alto nível. No ano de 1845 as embarcações de vela começaram a ser substituídos por embarcações de vapor. Esse ano o governo adquire os bergantins Presidente, Avila e Congreso, as escunas Fama, Democracia, Trimer, Eclipse, Intrépida, Estrella, Forzosa e Bolivariana, o bergantim Manzanares e um pequeno vapor de guerra denominado Libertador.
A armada sofreu uma grande modernização em 1863 com a aquisição de novos vapores e gunboats pelo Ministro da Marinha Manuel Ezequiel Bruzual. As embarcações adquiridas foram: Bolívar, Maparari, Mariscal Sucre e Monagas.
Durante os governos de Antonio Guzmán Blanco a armada experimentou um novo aumento em suas forças. Em 1880 contava com os vapores "Republica", "Reivindicador", e "Remolcador"; as escunas "Ricaurte", "Sucre" e "3 de Agosto" e até os últimos anos do século XIX os vapores: "Libertador", "Guzmán Blanco" e "Lola"; as escunas "Bolivariana", "Carabobo", "Washington" e "Ana Jacinta".
Nos primeros anos do século XX, a marinha venezuelana contava com o cruzador "Restaurador" (ex iate estadunidense "Atalanta"), o torpedeiro "Bolívar", o transportador "Zamora", os vapores "Veintitres de Mayo", "Totumo", "Mariscal Sucre", os gunboats "Miranda" e "General Crespo", a escuna "Carabobo" e muitas unidades menores.

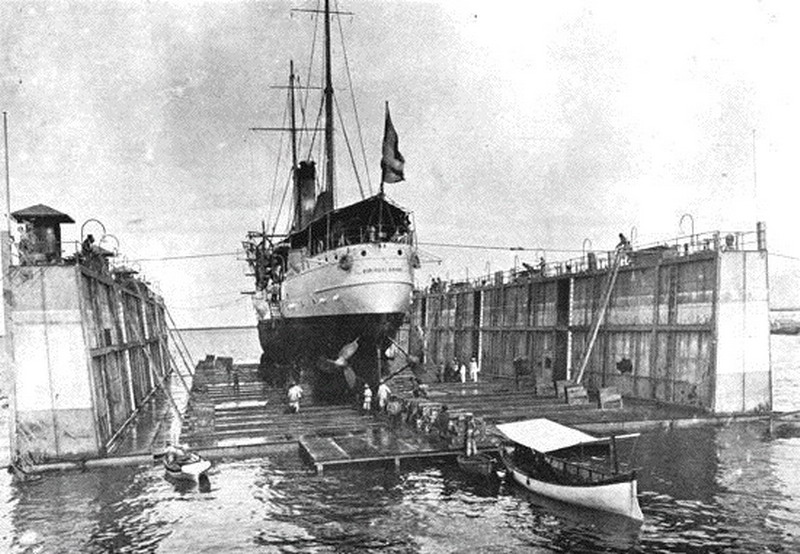
O cruzador Mariscal Sucre no estaleiro de Puerto Cabello.

A produção naval nacional se iniciou em 1909 com a inserção de quilha aos navios da guarda-costeira "29 de enero" no estaleiro e dique de Puerto Cabello. Esses navios da guarda-costeira seriam os primeros de uma série de três junto com o "Cristóbal Colón" e o "Ciudad Caracas". Em 1912, o governo venezuelano adquiriu o cruzador "Mariscal Sucre", antigo "Isla de Cuba".
Entre 1920 e 1935 a armada adquiriu várias embarcações com anos de serviço em marinhas estrangeiras. Essas unidades foram o cruzador "General Salom", os gunboats "Maracay", "Miranda" e "Aragua", os rebocadores "Brion" e "José Félix Ribas" e o bergantim "Antonio Díaz".
Desde o ano de 1937 os oficiais formados na Escola Naval começaram a ser enviados a academias no exterior para realizar cursos técnicos. A infantaria da marinha é recriado pela Resolução N° 28 de 1 de julho de 1938 como a Compañía de Defensa de Costas (Companhia de Defesa da Costa). No ano seguinte são adquiridas os gunboats "General Soublette" e "General Urdaneta" da Marinha italiana. Em 1943 a Compañía de Defensa de Costas passa a chamar-se 1ª Compañía de Infantería de Marina (1ª Companhia de Infantaria da Marinha). Em 1943, mediante a Ley de Prestamos y Arrendamiento (Lei de Empréstimos e Arrendamentos), A Venezuela adquiriu dos Estados Unidos os contratorpedeiros "Antonio Díaz", "Brión", "Briceño Méndez" e "Arismendi" que chegam a La Guaira o ano seguinte.
Ao final da Segunda Guerra Mundial, a redução da armada dos combatentes permite ao governo venezuelano a aquisição de sete corvetas de fabricação canadense: "Carabobo", "Constitución", "Federación", "Independencia", "Libertad", "Patria" e "Victoria"; assim como a aquisição do EE.UU do transporte LST Capana, que serviu na armada venezuelana como cargueiro e embarcação escola.
A infantaria da marinha também cresce com a criação do Batalhão de Infantaria da Marinha N° 1 (11 de dezembro de 1945) e o Batalhão de Infantaria da Marinha N° 2 (4 de fevereiro de 1946). É a partir de 1945 que se inicia um processo de desconcentração da infantaria da marinha, com sede até então em Puerto Cabello, a La Vela de Coro, Cumaná, Güiria e Margarita. Igualmente nesta época a armada começa a ser comandada por oficiais navais em substituição aos oficiais do exército, construindo o Comando das Forças Navais.
Novamente a armada experimenta uma remodelação de sua frota na década de 1950, com a aquisição de novas embarcações contratados para o estaleiro britânico Vickers-Armstrogs Company Limited De Barrow-In-Furness. Essas unidades foram os contratorpedeiros Classe Nova Esparta ARV Nova Esparta, ARV Zulia e ARV Aragua, que foram levados ao país entre 1953 e 1954. Em 54 o governo venezuelano firmou um contrato com a Cantieri Navale Ansaldo para a construção de seis contratorpedeiros velozes Clase Almirante Clemente ARV Almirante Clemente, ARV General Moran, ARV General Austria, ARV General Flores, ARV Brión e ARV Almirante García. Com estas unidades a armada formaria três divisões de contratorpedeiros.
Em 13 de janeiro desse ano se firmou um acordo entre o Estado venezuelano e a Societe Anonime Desanciens Chantiers Dubigeon de Nantes para a construção de uma embarcação de transporte, a qual foi denominado ARV Las Aves no momento da aquisição.
Por decreto da Junta de Governo N° 288 de 27 de junho de 1958 foi criado o Comando Geral da Marinha do antigo Comando das Forças Navais. As distintas forças que formam a marinha de guerra obtiveram sua independência administrativa. Assim mesmo começa um processo de reorganização do aparato administrativo da marinha, criando-se os cargos de pessoal, material, engenharia e administração, a Inspetoria da Armada, e mais tarde os Comandos de Esquadra e de Infantaria da Marinha.
Na década de 1960, a ARV adquiriu dos Estados Unidos seu primeiro submarino, o ARV Carite. Essa unidade inaugurou as forças submarinas da Armada Venezuelana e serviria como embarcação escola para posteriores gerações de submarinistas. Na mesma época a Armada adquieriu várias unidades destinadas a proporcionar apoio logístico, como os transportes LMS Los Monjes, Los Roques, Los Frailes e Los Testigos, os rebocadores Felipe Larrazabal e Fernando Gómez, os navios hidrográficos Puerto Santo, Puerto Nutrias e Puerto Miranda, e dez patrulhas adquiridos nos Estados Unidos. À par da expansão da esquadra se habilitam novos apostadeiros e bases navais.

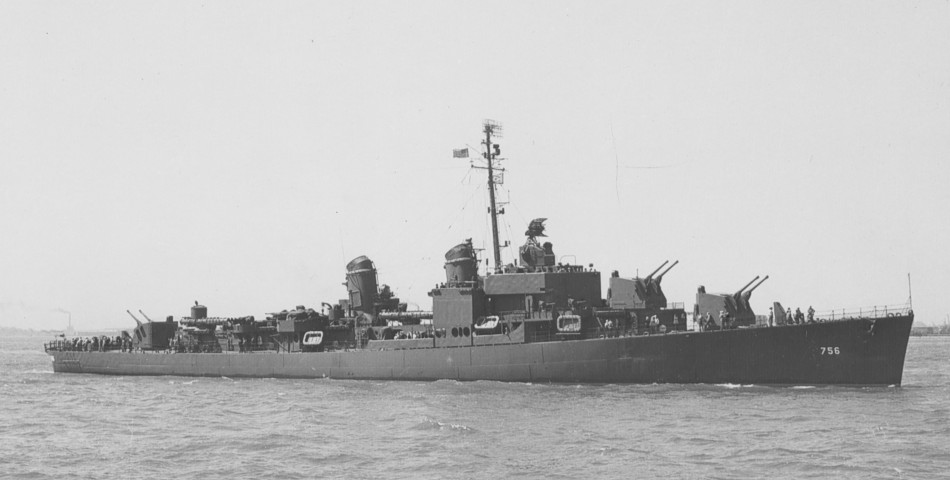
ARV Carabobo (D-21)

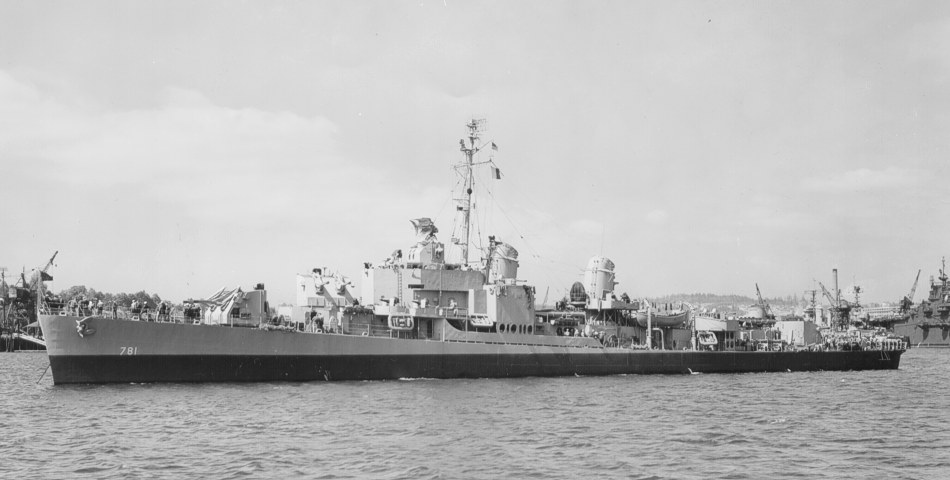
ARV Falcón (D-22)

A década de 1970 seria conhecida como 'Reafirmação Marítima', nela adquiriram-se novas unidades terrestres e submarinas além de ser criado o Esquadrão Aeronaval 28 de Novembro de 1974 com unidades de transporte (CESSNA, DC-3, AVRO, etc.) e de guerra anti-submarina, como por exemplo, o Tracker S2-E

## Atualmente
Para a década de 2000, a Armada venezuelana começou com um amplo processo de modernização, o qual além disso, de novas equipes, inclusive investindo pesadamente para expandir as operações dos estaleiros nacionais 'DIANCA'.
Ambos submarinos da Armada estão sendo submetidos a um processo de atualização que inclusive mudam os sistemas de armas, sistemas de detecção e aumento da frequência das manutenções. Igualmente os bancos de baterias serão substituídos. Este processo normalmente é realizado nos estaleiros alemães, assim, representa um passo em frente para a indústria naval nacional.
A Venezuela negocia duas novas embarcações, as embarcações serão do tipo oceanográfico e estão sendo negociados na Espanha com a empresa Navantia. Também a empresa espanhola Navantia fabricam atualmente oito embarcações de patrulha oceânica para a Armada venezuelana: quatro (04) POVZEE e quatro (04) BVL.

## Equipes
A Armada conta com fragatas, submarinos E patrulheiras para realizar sua função de proteção de suas águas territoriais. Juntamente a estas, a Armada conta com a embarcação escola Simón Bolívar, quatro embarcações de transporte de tanques, embarcação de provisionamento de combate Ciudad Bolívar e a embarcação oceanográfica Punta Brava.
A equipe pesada corrente da Armada da Venezuela chega ao país no final da década de 1970 e início da de 1980. As fragatas missílicas com que conta são de fabricação italiana da Clase Lupo enquanto que os submarinos são de fabricação alemã e correspondem ao Tipo 209/1300.

### Fornecedores
Até hoje, os fornecedores habituais da Armada venezuelana a nível de equipes diversas, sistemas e capacitação técnica, tem sido: Estados Unidos da América, França, Itália, Espanha, Alemanha, o Reino Unido, Holanda, Israel, Argentina, Coreia do Sul e Canadá. Mas, recentemente, e resultado em parte do bloqueio militar que unilateralmente decretou o governo dos Estados Unidos da América, a Armada venezuelana revelou o sua atenção para Rússia e Cuba, para determinados trabalhos de reformas, construções e capacitação de pessoal.  Assim, se tem previsto receber por parte de Cuba de quatro transportes rápidos de carga e da Rússia oito helicópteros de apoio tático, assim como existem negociações em firme para a aquisição de até nove submarinos de tipo oceânico.
A indústria naval venezuelana, também se tem visto beneficiada deste bloqueio militar. UCOCAR tem estado desenvolvendo diversos tipos de lanchas velozes; DIANCA tem incrementado seus trabalhos de reforma e tem construído para a Armada venezuelana um moderno rebocador e uma patrulha costeira com ajuda técnica holandesa; Cuba e Venezuela têm criado em Maracaibo alguns novos estaleiros, chamados ASTIMARCA. Talvez o mais ambicioso projecto com que conta a indústria naval venezuelana, é o desenvolvimento de um minissubmarino do tipo tático denominado "Abisal"; assim mesmo a quarta e última embarcação de tecnologia espanhola BVL, será construída no país. Por tudo isto, a indústria naval venezuelana, também se tem convertido em um novo fornecedor para a Armada venezuelana.

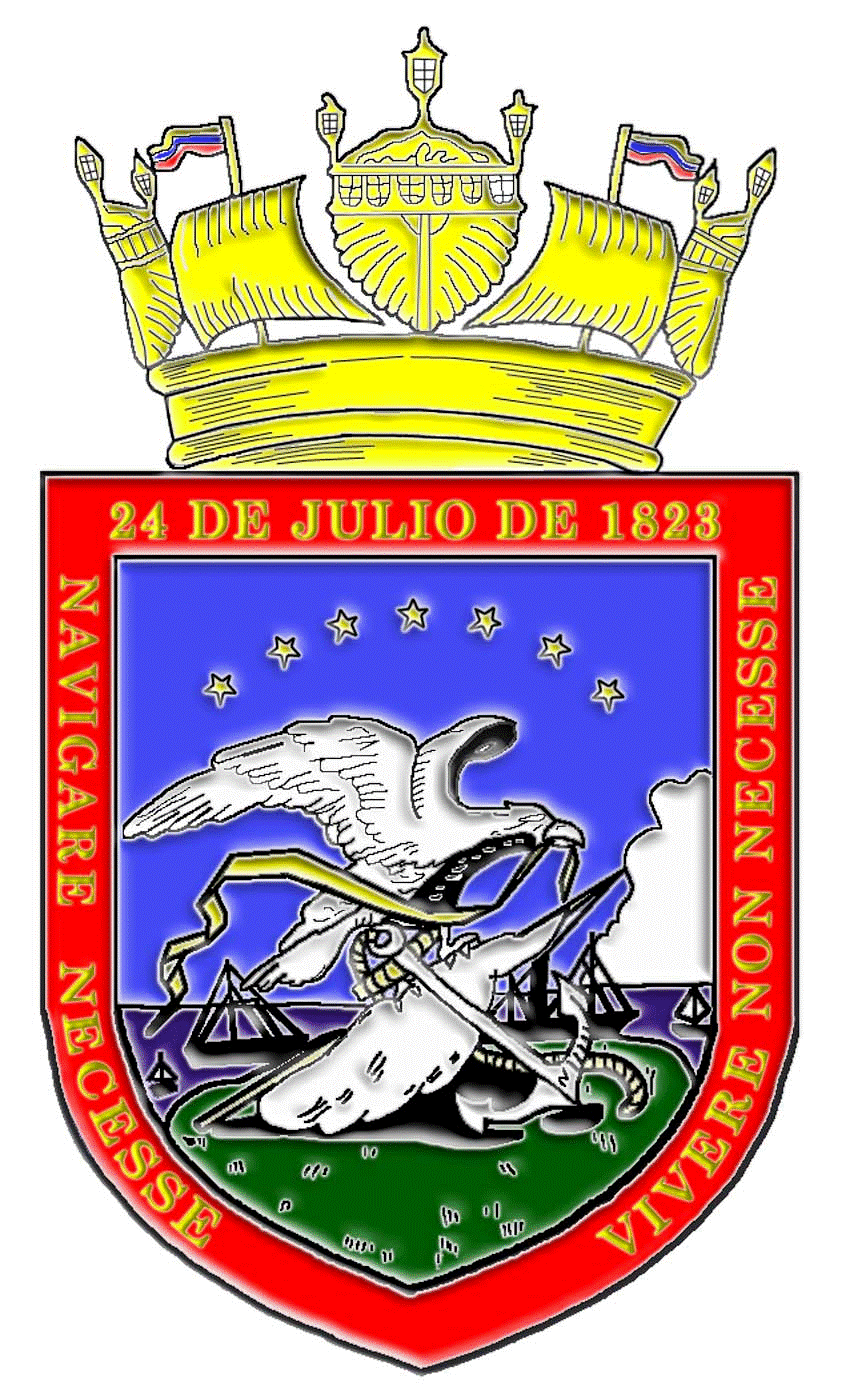
Insígnia da Armada Nacional da Venezuela

## Estrutura
O Comando Naval de Operações (CNO) está subordinado aos cincocomando operativos daarmada: Comando de la Escuadra, División de Infantería de Marina "Simón Bolívar", Comando de Aviación Naval, Comando Fluvial e o Comando de Guardacostas, todos comandados por oficiais no grau de Contraalmirante.

## Comando da Esquadra
O Comando da Esquadra possui seu quartel general na Base Naval Contralmirante Agustín Armario de Puerto Cabello, Carabobo.

### Ordem de Batalha
Esquadrão de Submarinos

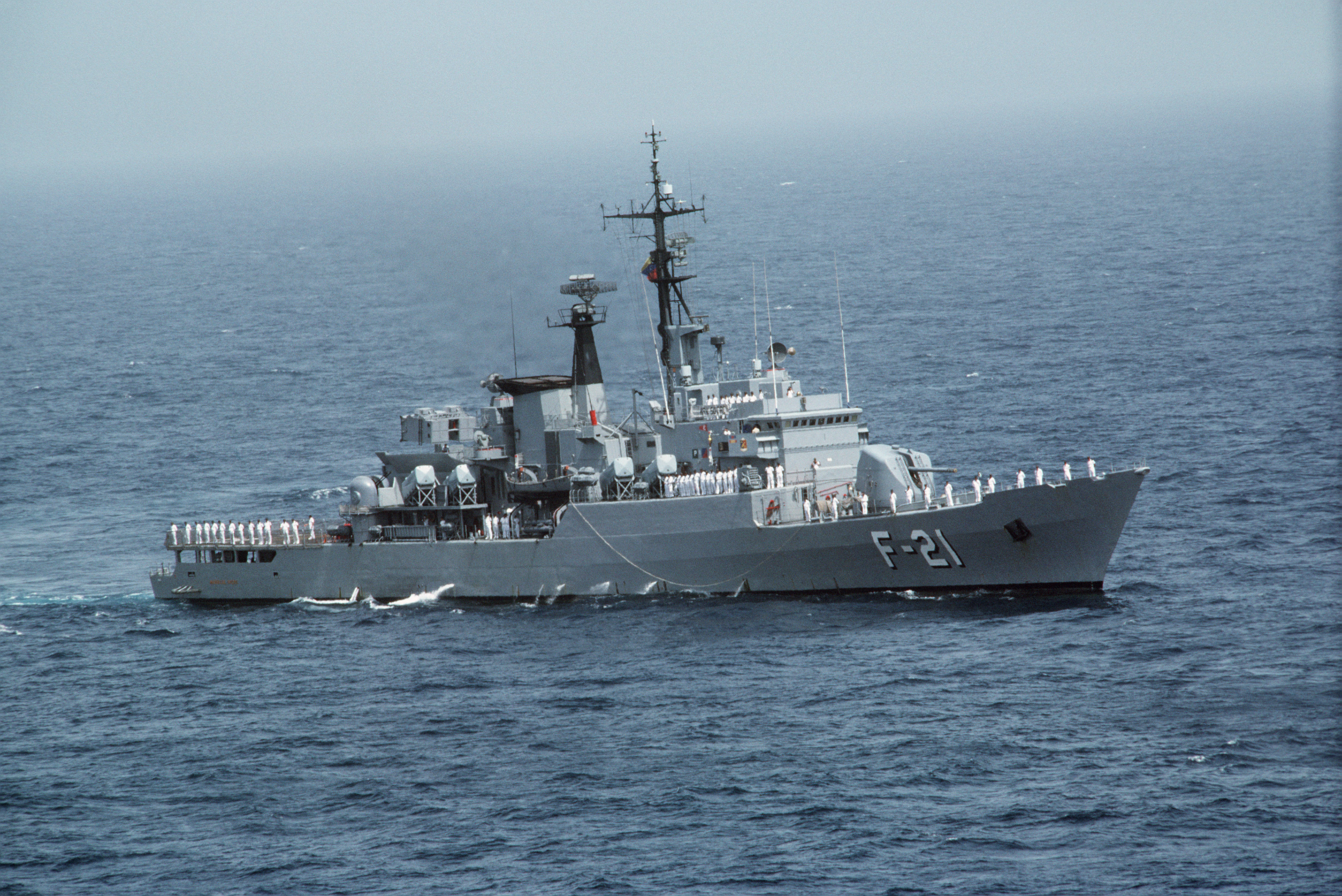
ARV Mariscal Sucre (F-21).

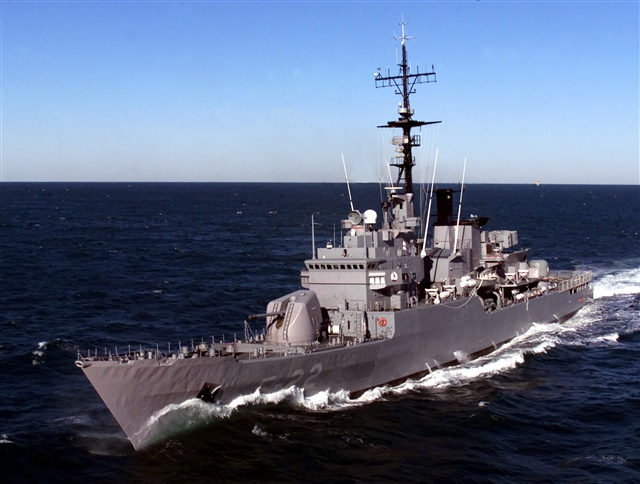
Fragata Almirante Brión.

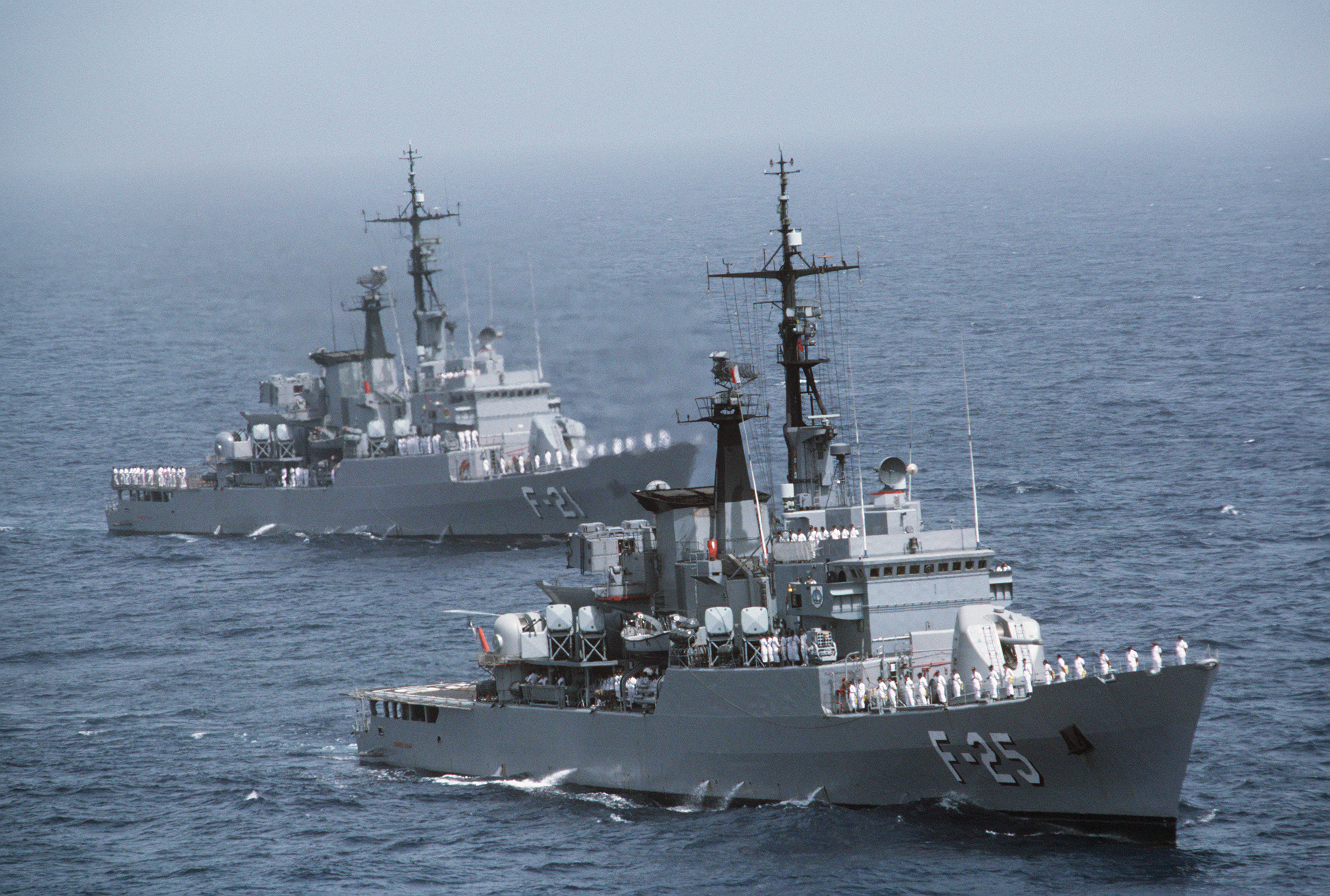
Fragata General Salóm F-25, e Mariscal Sucre F-21, en manobras.

Com base em Puerto Cabello, Carabobo.
Possui 2 submarinos tipo U-209/1300 classe Sabalo:
| Tipo | Designação | Nome   | Comissinado em        |
| ---- | ---------- | ------ | --------------------- |
| 1300 | S 31       | Sabalo | 8 de junho de 1976    |
| 1300 | S 32       | Caribe | 3 de novembro de 1977 |

Esquadrão de Fragatas
Com base em Puerto Cabello, Carabobo.
Quatro patrulheiros de fabricação espanhola Classe POVZEE (em construção , a última será entregue em 2010)
| Designação | Nome        | Comissinado em |
| ---------- | ----------- | -------------- |
| F - 31     | Guaicaipuro | em construção  |
| F - 32     |             | em construção  |
| F - 33     |             | em construção  |
| F - 34     |             | em construção  |

Seis fragatas lança misseis Classe Lupo de fabricação italiana -Classe Mariscal Sucre.
| Designação | Nome              | Em serviço desde |
| ---------- | ----------------- | ---------------- |
| F - 21     | Mariscal Sucre    | 1980             |
| F - 22     | Almirante Brión   | 1981             |
| F - 23     | General Urdaneta  | 1981             |
| F - 24     | General Soublette | 1981             |
| F - 25     | General Salóm     | 1982             |
| F - 26     | Almirante García  | 1982             |

Esquadrão de Navios-Patrulheiros - Base Naval Mariscal Falcón em Punto Fijo, Falcón.
Três navios patrulha lança mísseis/ tipo Vosper 37m, de fabricação inglesa- 
Classe Federación
| Designação | Nome       | Em serviço desde |
| ---------- | ---------- | ---------------- |
| PC - 12    | Federación | 1975             |
| PC - 14    | Libertad   | 1975             |
| PC - 16    | Victoria   | 1975             |

Três navios-patrulha equipados com canhão/ tipo Vosper 37m, de fabricação inglesa- Classe Constitución
| Designação | Nome          | Em serviço desde |
| ---------- | ------------- | ---------------- |
| PC - 11    | Constitución  | 1975             |
| PC - 13    | Independencia | 1975             |
| PC - 15    | Patria        | 1975             |

Esquadrão de Navios de assalto anfíbios e de serviço
Com base em Puerto Cabello, Carabobo. Quatro navios de assalto anfíbios tipo LST/
Classe Capana:
| Designação | Nome       | Em serviço desde |
| ---------- | ---------- | ---------------- |
| T - 61     | Capana     | 1984             |
| T - 62     | Esequibo   | 1984             |
| T - 63     | Goajira    | 1984             |
| T - 64     | Los Llanos | 1984             |